# Seznam slovenskih psihologov
Seznam slovenskih psihologov.

## A
- Milan Adamič
- Irena Adlešič
- Lea Alič
- Igor Areh
- Beno Arnejčič
- Ana Arzenšek
- Srdan (Mišo, Mišel) Arzenšek ("Zeni")
- Srdan Arzenšek
- Vladimir Arzenšek
- Andreja Avsec
- Jože Ažman?

## B
- Katarina Babnik
- Renata Bačer Slabe
- Boštjan Bajec
- Urška Baković
- Karin Bakračevič (-Vukman)
- Natalija Baumgartner
- Petra Bavčar
- Janez Bečaj
- Franc Belčič
- Živana Bele Potočnik
- (Gregor Belušič - biolog)
- Emil Benedik
- Marija Benigar (por. Vučić)
- Jordan Berginc
- Barbara Bernik
- Breda Bezič
- Irena Bezić
- Natalija Bilobrk
- Uroš Blatnik
- Dušica Boben
- Katja Boh
- Janko Bohak
- Ema Bohanec
- Etbin Bojc
- Eva Boštjančič
- Jasna Božič
- Maja Božič Kranjc
- Mark Bračič Floyd
- Stanislav Bras
- Nina Bras Meglič
- Aleksander Bratina
- Urša Bratun
- Janez Bregant
- Leopold Bregant
- Tone Brejc
- France Brenk
- Klas Matija Brenk
- Kristina Brenk?
- Alenka Brešar Iskra?
- Simon Brezovar
- Nataša Bucik
- Valentin Bucik
- (Zoran Bujas)
- Valerija Bužan

## C
- Anka Caleari (r. ?)
- Saša Cecić Erpič
- Mira Cencič
- Mateja Centa Strahovnik?
- Tone Ciglar
- Zlatka Cugmas
- Janina Curk
- Robert Cvetek
- Heliodor Cvetko

## Č
- Gabi Čačinovič Vogrinčič
- Alenka Čas
- Blanka Čebašek?
- Maša Černelič Bizjak
- Mihael Černetič
- Nevenka Černigoj-Sadar
- Matej Černigoj
- Lucija Čevnik?
- Franjo Čibej
- Barbara Čibej Žagar
- Sana Čoderl Dobnik
- Franc Čop
- Alfonz Čuk
- Miran Čuk
- Nenad Čuš Babič

## D
- Marcela De Batistič
- Bojan Dekleva
- Simona Dijak
- Jure Demšar
- Katja Depolli Steiner
- Miha Derganc
- Mateja De Leonni Stanonik ?
- Tjaša Dimec Časar
- Marko Divjak
- Milan Divjak
- Bernarda Dobnik Renko
- Irena Dogša
- Barbara Dolenc
- Andrej Dolinar
- Vera Doma
- Katarina (Katja) Dougan
- Mirjam Dovečar
- Katja Dular
- Vedrana Đurašin

## E
- Katja Eman?
- Ajda Erjavec
- Bojan Erjavšek

## F
- Urška Fekonja Peklaj
- Ivan Ferbežer
- Polona Fister
- Tomaž Flajs?
- Vito Flaker
- Ivan Flis
- Andrej Frančeškin
- Aleš Friedl
- Marina Furlan

## G
- Lena Gabršček
- Fran Gabršek (1856-1937)
- Stanko Gerjolj
- Viktor Gerkman (1952-2009)
- Vislava Globevnik Velikonja
- Maja Glonar Vodopivec
- Stanko Gogala?
- David Gosar
- Christian Gostečnik
- Maja Gostič
- Ivana Gradišnik
- Daša Grajfoner
- Janez Gregorač
- Hojka Gregorič Kumperščak
- Jure Grgurevič
- Alenka Gril
- Rudolf Grošelj - Fiči
- Darja Groznik
- Mitja (Demetrij) Gruden

## H
- Katarina Habe
- Kaja Hacin Beyazoglu
- Marija Hafner
- Hana Hawlina
- Maja Hawlina
- Darko Hederih
- Katja Hleb
- Ida Hojnik Zupanc
- Rok Holnthaner
- Barbara Horvat
- Ludvik Horvat
- Marina Horvat
- Nada Hribar
- Borut Hrovatin
- Mateja Hudoklin
- Špela Hvalec

## I
- Katja Istenič

## J
- Zlatka Jakopec
- Peter Janjušević
- Norbert Jaušovec
- Gregor Jazbec
- Špela Jelenc
- Jože Jensterle?
- Janez Jerman (*1962)
- Tina Jeromen
- Mišo Jezernik
- Valentin Jež
- Milanka Jug
- Ana Junger
- Mojca Juriševič
- Maja Jurjevčič
- Benjamin Jurman

## K
- Janja Kaiser Zupančič
- Tanja Kajtna
- Gizella Kaszás Kocijančič
- Urška Kavčič
- Vojko Kavčič
- Mojca Kirbiš Hajdinjak?
- Alenka Klemenc (*1977)
- Nuša Klinar
- Mihael Kline
- Anja Klobas
- Silva Kmet
- Darja Kobal Grum
- Leonida Kobal
- Alenka Kobolt (Čretnik)
- Vladimir Kočevar
- Jana Kodrič
- Pavle Kogej
- Martin Kojc
- Nives Kolarič ?
- Luka Komidar
- Katarina Kompan Erzar
- Edvard Konrad
- Tjaša M. Kos
- Dunja Košir
- Katja Košir
- Urška Košir
- Eva Kovač
- Asja Nina Kovačev
- Nuša Kovačević Tonjko
- Dare Kovačič
- Ana Kozina
- Dejan Kozel
- Radovan Kragelj
- Borut Kraigher
- Renata Krajnčec
- Aleksij Kraljič
- Metka Kramar
- Ana Kranjc
- Tomaž Kranjc (*1955)
- Lena Kregelj
- Borjana Kremžar Jovanović
- Tilka Kren Obran
- Brigita Kričaj Korelc
- Lea Kristan
- Azra Kristančič
- Sebastjan Kristovič?
- Jana Krivec
- Marjan Kroflič
- Nina Krohne

## L
- Tjaša Lah Tolar
- Tanja Lamovec
- Frančišek Lampe
- Alen Latini
- (Andreja Lavrič)
- Katarina Lavš
- Žan Lep
- Bogdan Lešnik
- Petra Lešnik Musek
- Rudi Lešnik
- Bogdan Lipičnik
- Dean Lipovac
- Bernarda Logar Zakrajšek
- Leon Lojk
- Matej Lunežnik (športni psiholog)

## M
- Lidija Magajna
- Zvezdana Majhen
- Jan Makarovič
- Renata Marčič
- Barica Marentič Požarnik
- Ljubica Marjanović Umek
- Renata Marčič
- Maksimilijana Marinšek
- Peter Markič
- Mateja Markl
- Andrej Marušič
- Robert Masten
- Matjaž Matevžič
- Polona Matjan Štuhec
- Andraž Matkovič
- Silva Matos
- Janez Mayer
- Milko Mejovšek
- Žiga Mekiš Recek
- Marjeta Mencin (-Čeplak) /Metka Mencin
- Juliana Mendes Svete
- Rok Merc
- Franc Merkač
- Blaž Mesec
- Aleksandra P. Meško
- Maja Meško
- Matjaž Mihelčič
- Vlado Miheljak
- Nina Mikl
- Andreja Mikuž
- Nada Mirnik Trtnik
- Janez Mlakar (psiholog)
- David Modic
- Samo Modic
- Marija Molan
- Bojana Moškrič
- (Miran Možina)
- Stane Možina
- Albert Mrgole
- Satja Mulej Bratec
- Damijan Mumel
- Janek Musek
- Kristijan Musek Lešnik
- Bojan Musil

## N
- Nevenka Nakrst
- Mirjana Nastran Ule
- Bernarda Nemec
- Zdravko Neuman
- Nika Nikolič?
- Helena Novak

## O
- Darja Odar?
- Franc Osterman
- Karel Ozvald
- Ana Ožura

## P
- Tone Pačnik
- Marjan Pajntar (1932-2024)
- Boni Pajntar Plut
- Zoran Pavlović (1955)
- Radmila Pavlovič Blatnik
- Vladimir Pavšek
- Tinkara Pavšič Mrevlje
- Sonja Pečjak
- Vid Pečjak
- Cirila Peklaj
- Tatjana Penko
- Marjanca Pergar Kuščer
- Andrej Perko
- Uroš Perko ?
- Bogomir Peršič
- Susanna Pertot
- Mitja Peruš
- Martina Peštaj
- Marija Petrič
- Marjetka Petrič Puklavec
- Oto Petrovič
- Andrej Petruša
- Nejc Petruša
- Ajda Pfifer
- Renata Picej?
- Darja Piciga
- Tina Pirc
- Vladimir Pirnat
- Tina Pivec?
- Janko Plemenitaš
- Nejc Plohl
- Nevenka Podgornik
- Veronika Podgoršek
- Anja Podlesek
- Tina Podlogar
- Slavko Podmenik?
- Jože Podržaj
- (Borut S. Pogačnik)
- Slavica Pogačnik Toličič
- Vid Pogačnik
- Tina Pogorelčnik
- Alenka Polak
- Marko Polič
- Vida Ana Politakis
- Saša Poljak Lukek
- Andreja Poljanec
- Urša Poljanšek
- Olga Poljšak Škraban
- Mojca Poredoš
- Vita Poštuvan
- Vinko Potočnik
- Lev Požar
- Hubert Požarnik
- Peter Praper
- Franc Aco Prosnik
- Anica Prosnik Domjan
- Andreja Pšeničny
- Cveta Pučko (Razdevšek)
- Milan Puhan
- Melita Puklek Levpušček
- Suzana Puntar
- Nina Purg

## R
- Vesna Radonjić Miholič
- Cveta Radzevšek Pučko
- Eugen Rainer
- Katja Rak
- Zlatka Rakovec Felser
- Jože Ramovš?
- Tanja Ravnjak?
- Ana Reberc
- Alenka Rebula Tuta
- Matjaž Regovec
- Tina Rehberger
- Tanja Repič Slavič
- Grega Repovš
- Jernej Repovš
- Vida Ribičič
- Tristan Rigler
- Irena Roglič Kononenko
- Bernard Rojnik
- Janez Rojšek
- Mihajlo Rostohar
- Saška Roškar
- (Nikola Rot: slov.-srbski)
- Leonida Rotvejn Pajič
- (Sanja Rozman)
- Marina Rugelj
- Tanja Rupnik Vec
- Velko S. Rus
- Ingrid Russi Zagožen
- Dušan Rutar
- Miha Rutar
- Tina Rutar Leban

## S
- Argio Sabadin
- Stane Saksida?
- Marijan Salobir
- Simona Sanda
- Ignac Schmidt
- (Vlado Schmidt)?
- Danilo Sedmak
- Polona Selič
- Alenka Seršen Fras
- Marija Skalar
- Vinko Skalar
- Štefan Slak
- Anka Slana Ozimič
- Vera Slodnjak
- Franc Smole
- Helena Smrtnik Vitulić
- Gregor Sočan
- Bor Sojar Voglar
- Srečko Soršak
- Iztok Spetič (It.)
- Milena Srpak
- Martina Starc
- Barbara Starovasnik Žagavec
- Eva Stergar
- Vida Sterle
- Bernard Stritih
- Marja Strojin
- Ana Stupan
- Meta Suhadolc Krečič
- Roberta Sulčič
- France Susman
- Marjan Sušelj
- Janez Svetina
- Matija Svetina

## Š
- Borut Šali
- Levin Šebek
- Sanja Šešok
- Bojan Šinko
- Petra Škabar
- Darko Števančec
- Marjan Šetinc
- Bojan Šinko
- (Silvo Šinkovec)
- Andreja Cirila Škufca Smrdel
- Maja Šorli
- Lilijana Šprah
- Tanja Šraj
- Petra Štampar
- Maja Štante Vouk
- Barbara Šteh
- Martina F. Štirn (Martina Fukuhara Štirn)
- Senja Štirn
- Vita Štukovnik
- Lea Šugman Bohinc
- Katja Šugman Stubbs
- Ana Jana Šušteršič

## T
- Alenka Tacol
- Drago Tacol
- Simona Tancig
- Ana Tavčar
- Rudi Tavčar (& Metka)
- Janja Tekavc?
- Onja Tekavčič-Grad
- Sara Tement
- Maja Tisovec
- Blanka Tivadar
- Ivan Toličič
- Nastja Tomat
- Andrej Trampuž
- Jasna Toplak
- Jože Trček
- Anton Trstenjak
- Marjeta Trstenjak
- Žarko Trušnovec
- Maks Tušak (1947-2008)
- Matej Tušak (1968)
- Janez Tušar
- Robert Trunkl (klinični, športni psiholog)

## U
- Saša Ucman
- Mirjana Ule
- Peter Umek

## V
- Julka Vahen
- Bojan Varjačić Rajko
- France Veber
- Katarina Veselko
- Jasna Vešligaj Damiš
- Aleš Vičič
- Mateja Videčnik
- Gaj Vidmar
- Jernej Vidmar
- Marija Vincek
- Hedviga Virant
- Mojca Vizjak Pavšič
- Blaž Vodopivec
- M. Vodopivec (=Maja Glonar Vodopivec?)
- Vid V. Vodušek
- Damijana Voglar
- Andrej Vovk
- Beti Vovko
- Marko Vrtovec

## W
- Simona Weiss (1963-2015)
- Alenka Werdonig

## Z
- Vlasta Zabukovec
- Aleksander Zadel
- Nuša Zadravec Šedivy
- Tina Zadravec
- Gaja Zager Kocjan
- Andrej Zaghet
- (Drago Zajc star.-Problematika inteligentostnih testov, 1940)
- Minka Zajec
- Bojan Zalar
- Leonida Zalokar?
- Zdenka Zalokar Divjak
- Anja Zavašnik
- Franci Zavrl
- Marjana Zidar
- Saša Zorjan
- Leon Zorman
- Maja Zupančič

## Ž
- Vida Žabot Coppo
- Dragotin Žagar
- Estera Žalik
- Barbara Žemva
- Miran Žerjav
- (Mirko Žerjav)
- Iztok Žilavec
- Leon Žlebnik
- Bojan Žlender
- Sonja Žorga
- Bogdan Žorž
- Urška Žugelj
- Gregor Žvelc
- Maša Žvelc